# ウェブラジオFMC
ウェブラジオFMC（ウェブラジオエフエムシー）は、大阪府大阪市(本局)と熊本県熊本市から発信しているインターネットラジオ放送局。2007年8月20日からウェブテレビ放送局月曜倶楽部テレビジョン（月テレ、Getsu-Tele、FMC-TV）の運営も行う。
運営母体であるFMC月曜倶楽部合資会社（えふえむしー・げつようくらぶ）は、熊本県の一般第二種電気通信事業者（登録番号：H-14-736）。ウェブラジオFMCの事務局機能は同社内にあるが、完全に別組織であり、NPOとして非営利運営を行っている。
世界のインターネットラジオにおける最長寿番組は、1996年5月26日に放送を開始した「QIC/Quemule Insider Club」（2022年1月現在）である。

## 沿革
- 1976年4月7日 - 熊本市大江3丁目10番43号に於いて、マイクロラジオ放送局（ミニFM）として創立。
- 1998年2月20日 - 運営母体を法人化。FMC月曜倶楽部合資会社設立。
- 2005年5月5日 - 熊本市中央区大江3丁目10番36号に於いて、多目的文化情報発信施設lunediを開設。
- 2005年9月3日 - lunedi内に事務局およびスタジオ機能を移転。
- 2014年1月1日 - NPOとして分離独立。正式名称を「ウェブラジオFMC」とする。
- 2016年2月20日 - リスナー交流イベント「QIC放送1000回記念公開録音in神戸」を開催。
- 2016年4月16日 - 熊本地震(本震)によりスタジオが大規模半壊するも放送を継続。
- 2016年7月7日 - 被災によりlunedi内の第1スタジオの使用を終了。
- 2016年7月10日 - 熊本市東区新南部3丁目2番75号にスタジオを移転。(lunediは同月末まで使用)
- 2018年4月21日 - リスナー交流イベント「QIC:1111/KOBE MEETING2018」を開催。
- 2019年4月1日 - FMC関西ステーション(新大阪FMCスタジオ)、FMC首都圏ステーション(首都圏FMCスタジオ)を開設。熊本本局をFMC九州ステーション(新南部FMCスタジオ)に改称。
- 2020年6月22日 - リスナー交流イベント「QIC KOBE MEETING2019」を開催。
- 2019年11月2日 - リスナー交流イベント「QIC MEETING CARAVAN 2019 TOKYO」を開催。
- 2020年11月14日 - リスナー交流イベント「QIC KOBE MEETING2020」を開催。
- 2020年12月1日 - FMC関西ステーション、FMC九州ステーションの2本部制に集約。
- 2021年12月11日 - リスナー交流イベント「QIC放送1300回記念公開録音+リスナー交流会」を開催。
- 2022年1月1日 - FMC関西ステーションを本局化。FMC九州ステーションを支局化。
- 2022年2月11日 - FMC関西ステーションにTV収録に特化した新スタジオ(新大阪Gスタジオ)開設。新大阪FMCスタジオはFスタジオに改称。

## 特徴

### ワンストップ内製化
ラジオ、テレビを問わずあらゆる制作体制を内製化している。それらに関する機材（主に放送局レベルの業務用を活用）や使いこなすスキルを維持し続けており、実際に制作プロダクションとして番組制作を受注することもある。

### 偏向徒党
「不偏不党」を謳いながら実際は様々なバイアスにより偏っているマスメディアを批判する位置づけとして「偏向徒党」を是とする大方針を貫く。

## 主な番組

### QIC/Quemule Insider Club
QIC/Quemule Insider Club※毎週日曜午前0時前後に更新。
1996年5月26日に放送開始。世界のインターネットラジオにおける最長寿番組。
メインインスティゲーター(扇動者)は榎田信衛門。
現アシスタントは、FMC関西がストロンボリ麻由・カトラ麻未ら。アシスタントを越えた狂言回し的存在としてのジョーカーキラウエア裕子がFMC九州からリモートで出演。※同番組では、司会者またはパーソナリティをインスティゲーターと表現している。
FMC関西(新大阪FスタジオまたはGスタジオ)での収録時は、FMC九州(新南部FMCスタジオ、水前寺公園FMCサテライトスタジオなど)とネット回線で結び「多元中継」の手法を実施。また不定期ではあるがFMC九州(新南部FMCスタジオ)で収録を実施している(榎田の熊本出張時)。
番組タイトルの由来
特撮テレビ映画「ウルトラQ」に登場した謎の生物「ケムール人」が大好きな榎田信衛門が1991年に企画したテレビ番組「ケムールTV」がルーツ。
同番組はスタート直前にタイトルが変更され「AtoZ'on(エー・トゥー・ゼットン)」として福岡地区に於いて深夜レギュラー放送(テレビ西日本)された。
ボツとなったタイトルを「FMCで頂いちゃおう！」ということになり、改めてQUEMULEという字を当てて、FMCのメイン番組に付けられた。
シリーズとして「QMB／QUEMULE MUSIC BEAM」「QUEMULE太郎」「QBT／QUEMULE BEAUTY TALK」などがある。尚「ケムールテレビLIVE」はFMCのインターネットテレビ局「ウェブテレビ月テレ」の番組として放送していた。
QIC:888 YOKOHAMA
同番組では放送400回記念番組以降、主に100回毎に記念の公開録音を実施している。この他777回のゾロ目でも公開録音が行われている。2013年11月3日放送分が888回となることがほぼ確定した段階で首都圏在住のリスナー有志が立候補。888回記念公開録音は横浜市で実施されることになった。公開録音は2013年11月1日に横浜市中華街「三国志」に設けられた特設会場で実施された。
幻の最終回
QIC:888/C枠に於いて榎田信衛門が「893回(やくざ回)をもってQICを辞める」とサプライズ発言する予定だった。これは担当ディレクター花岡山花岡とだけ相談済だったサプライズで、本人曰く「会場を驚きと涙で包んでやるつもりだった」という。ところが完全に想定外だった一部関係者の無断乱入トラブルが発生。その思惑は消し飛ぶ。一方、何の相談もなく段取りを崩されたことに花岡山花岡は激怒(怒りの表情が記念写真に残されている)。収録後、落胆していた榎田信衛門も花岡山の助言により気を取り直し、放送を継続することを決意した。
QIC:1000 KOBE
QIC放送1000回記念公開録音は、2016年2月20日に兵庫県神戸市中央区布引町「なゆたコミュニティフロア」で実施された。QIC:888制作準備段階で発生したトラブル(意思決定の混乱)に対する反省により、今回は実行委員会を部内に設けて準備を進めている。
また、リスナーによる候補地投票も初めて実施され、鹿児島、長崎、松山、亀嵩、米子、神戸、名古屋、上野原の各候補地が選定された。投票総数約150通の中から神戸が選ばれた。
このリスナー投票の結果を参考にしつつ、現実的に対応可能であるか否か(予算や人員の問題)を精査した上でのスタッフ投票が実施され、決選投票を経て最終的に「神戸」に決定した。(2015年7月5日放送、QIC:972)
| スタッフ名     | 第1回投票 | 決選投票 |
| -------------- | --------- | -------- |
| 西之島かほる   | 名古屋    | 名古屋   |
| 木葉すみれ     | 神戸      | 神戸     |
| イペリット上田 | 長崎      | 神戸     |
| チクロン大倉   | 長崎      | 神戸     |
| マウナケア詩音 | 神戸      | 神戸     |
| エトナいずみ   | 神戸      | 神戸     |
| ピナツボめぐみ | 長崎      | 名古屋   |
| 立花幸恵       | 神戸      | 神戸     |
| キラウエア裕子 | 名古屋    | 名古屋   |
| 花岡山花岡     | 神戸      | 神戸     |
| 榎田信衛門     | 鹿児島    | 名古屋   |

QIC放送20周年記念スペシャル
QIC放送20周年記念スペシャル公開録音は、2016年5月28日に熊本県熊本市中央区大江6丁目「大江校区公民館」で実施された。熊本地震で被災中のため規模を縮小して企画された。(2016年5月29日放送、QIC:1014)
QIC KOBE MEETING 2017
2017年4月21日に兵庫県神戸市中央区「こうべまちづくり会館6F会議室」で実施された公開録音。以後、年1回のペースで「KOBE MEETING」が開催されることになった。(2017年4月23日放送、QIC:1060)
QIC:1111/KOBE MEETING 2018
2018年4月21日に兵庫県神戸市中央区「こうべまちづくり会館2Fホール」で実施されたQIC放送1111回記念公開録音。次なるゾロ目回は「2222回(約22年後)」ということで「当分開催できない(榎田)」の発言を受けて、約半年間に渡るPR活動を歴て、1000回公録を凌ぐ規模で開催された。1000回公録の際に用いられた「FMC旅団(リスナーひよちが命名)」の名称が再度使用され「第2次FMC旅団」として榎田信衛門、キラウエア裕子、立花幸恵の番組レギュラー陣に加え、木葉すみれ、マウナケア詩音、ネムルトかえで、イペリット上田が参加。花岡山花岡は「東京風支局」から参加した。当初参加予定だったフアラライともかの代打として熊本県在住リスナーしずくが特任スタッフとして参加した。(2018年4月22日放送、QIC:1111)
QIC KOBE MEETING 2019
2019年6月22日に兵庫県神戸市中央区「SESSIONS KOBE MOTOMACHI 3Fギャラリー」で実施されたリスナー交流トークイベント。
QIC MEETING CARAVAN 2019 TOKYO
2019年11月2日に東京都千代田区「Z会御茶ノ水ビル スタジオL」で実施されたリスナー交流トークイベント。
QIC KOBE MEETING 2020
2020年4月18日に兵庫県神戸市中央区「こうべまちづくり会館2Fホール」で実施予定だったリスナー交流トークイベント。新型コロナ自粛による会場休館で無期延期となったが、2020年11月14日に開催した。
QIC放送1300回記念公開録音+リスナー交流会
2021年12月11日に大阪市淀川区「funlabo十三」で開催されたリスナー交流イベント。新型コロナ自粛の間隙を縫って開催。

歴代出演者
| 世代                | 名称 |
| QIC歴代アシスタント | QIC歴代アシスタント |
| ------------------- | --- |
| 初代                | サーロインめぐみ |
| 2代                 | McKeeナカノ |
| 3代                 | 窓乃梅あきこ |
| 4代                 | 清泉さちこ |
| 5代                 | フィラリア井元 |
| 6代                 | ラニーニャあやか |
| 7代                 | トルネードまり |
| 8代                 | プッタネスカ未由紀 |
| 9代                 | 赤てん由華里、水前寺裕子 |
| 9代臨時代理         | フィラリア井元、エビアン元子 |
| 10代                | ピナツボめぐみ、レツゴー匠平 |
| 11代                | キラウエア裕子、マスタード☆鶴田 |
| 11代追加            | エアポート成田 |
| 12代                | おおぐま欣三、トンカラリン恭子 |
| 12代改造            | おおぐま欣三、花岡山花岡（解説委員） |
| 12代再改造          | 木葉すみれ(見習い)、花岡山花岡(解説委員)、キラウエア裕子(ジョーカー) |
| 13代                | TEAM A…立花幸恵・マウナケア詩音 TEAM B…木葉すみれ・マウナロアゆか キラウエア裕子(ジョーカー)                                                                                       |
| 14代                | FMC関西…ストロンボリ麻由・カトラ麻未・チャチャニようこ・ルルイかずみ・アナタハン真奈 FMC九州…立花幸恵・マウナケア詩音・モモトンボしすく・イペリット上田 キラウエア裕子(ジョーカー) |
| 15代                | FMC関西…egg、前島かずき、マツダ FMC九州…キラウエア裕子(ジョーカー) |

（※初代〜4代は、同時に出演することも多かった）

### 日刊深夜快速
日刊深夜快速
※A編成／月-土曜21時頃、日曜20時更新。
※B編成／月-金曜20時半更新。
2000年5月15日に「日刊FMC」というタイトルで放送開始。2010年10月1日より現タイトル。
2019年8月16日に「日刊深夜快速3000回スペシャル」を放送。※日刊FMC以降の総制作本数は約7900本(2022年2月1日現在)。
2020年7月14日に「日刊深夜快速3333回スペシャル」を放送。
2022年5月12日に「日刊深夜快速4000回※Gスタ内輪噺」を放送。

#### 第7シーズン
(2023年1月22日～)※れいわ新選組関連番組が終了。
A編成(FMC)
| 放送曜日          | 名称                                                                                                | 担当局  | パーソナリティ                          | 番組開始日    |
| ----------------- | --------------------------------------------------------------------------------------------------- | ------- | --------------------------------------- | ------------- |
| 月曜日            | 西だ東だ。いや上田！                                                                                | FMC九州 | イペリット上田                          | 2019年4月15日 |
| 火曜日            | ストロンボリ麻由の関西食べ物百科                                                                    | FMC関西 | ストロンボリ麻由・榎田信衛門            | 2021年4月6日  |
| 水曜日            | 百家争鳴                                                                                            | FMC関西 | 榎田信衛門                              | 2022年9月28日 |
| 木曜日A(隔週交替) | 安和博子のヒージャー・ヒンギター                                                                    | FMC九州 | 安和博子・キラウエア裕子                | 2018年8月2日  |
| 木曜日B(隔週交替) | 碧杏祈兎のネオメルヘン・ジャーナル                                                                  | FMC九州 | 碧杏祈兎（ネムルトかえで※榎田小信衛門） | 2022年9月15日 |
| 金曜日            | 愛ちゃん自由自在(仮) ※2023年1月23日放送回をもって休止。 ※2023年1月30日以降「FMCアーカイブス」放送。 | FMC九州 | やはた愛・榎田信衛門                    | 2021年1月22日 |
| 土曜日            | ハートフルサタデー                                                                                  | FMC関西 | マウナケア詩音                          | 2021年6月11日 |
| 日曜日            | キラウエア裕子の帯に短し襷に長し                                                                    | FMC九州 | キラウエア裕子                          | 2017年4月2日  |

B編成(Getsu-Tele)
| 放送曜日 | 名称                                                        | 担当局  | パーソナリティ               | 番組開始日     |
| -------- | ----------------------------------------------------------- | ------- | ---------------------------- | -------------- |
| 月曜日   | QICゲツテレ版                                               | FMC関西 | 榎田信衛門ほか               | 2022年10月9日  |
| 火曜日   | ミッドナイト前島 ※2023年1月31日、2月7日は休止。             | FMC関西 | 前島社中・榎田信衛門         | 2022年1月18日  |
| 水曜日   | ミッドナイト榎田 ※2023年2月1日～22日は休止。                | FMC関西 | 榎田信衛門                   | 2022年9月20日  |
| 木曜日   | 前島かずき自由自在(仮) ※2023年2月2日、9日、16日は休止。     | FMC関西 | 前島かずき・榎田信衛門       | 2022年1月20日  |
| 金曜日   | 愛ちゃん自由自在(仮) ※2023年1月23日放送回をもって休止。     | FMC関西 | やはた愛・榎田信衛門         | 2021年1月21日  |
| 土曜日   | たかはしいちろう自由自在(仮)                                | FMC関西 | たかはしいちろう・榎田信衛門 | 2022年6月18日  |
| 日曜日   | 堀口こうすけ自由自在(仮) ※2023年1月22日放送回をもって終了。 | FMC関西 | 堀口こうすけ・榎田信衛門     | 2022年10月23日 |

(2022年9月15日～)A編成で「碧杏祈兎のネオメルヘン・ジャーナル」スタート。
A編成(FMC)
| 放送曜日          | 名称                                                                             | 担当局  | パーソナリティ                          | 番組開始日    |
| ----------------- | -------------------------------------------------------------------------------- | ------- | --------------------------------------- | ------------- |
| 月曜日            | 西だ東だ。いや上田！                                                             | FMC九州 | イペリット上田                          | 2019年4月15日 |
| 火曜日            | ストロンボリ麻由の関西食べ物百科                                                 | FMC関西 | ストロンボリ麻由・榎田信衛門            | 2021年4月6日  |
| 水曜日            | 百家争鳴                                                                         | FMC関西 | ウォール春名・榎田信衛門                | 2022年9月28日 |
| 木曜日A(隔週交替) | 安和博子のヒージャー・ヒンギター                                                 | FMC九州 | 安和博子・キラウエア裕子                | 2018年8月2日  |
| 木曜日B(隔週交替) | 碧杏祈兎のネオメルヘン・ジャーナル ※2022年9月1日「出張きいとのお気楽ネット(仮)」 | FMC九州 | 碧杏祈兎（ネムルトかえで※榎田小信衛門） | 2022年9月15日 |
| 金曜日            | 愛ちゃん自由自在(仮)                                                             | FMC九州 | やはた愛・榎田信衛門                    | 2021年1月22日 |
| 土曜日            | ハートフルサタデー                                                               | FMC関西 | マウナケア詩音                          | 2021年6月11日 |
| 日曜日            | キラウエア裕子の帯に短し襷に長し                                                 | FMC九州 | キラウエア裕子                          | 2017年4月2日  |

B編成(Getsu-Tele)
| 放送曜日 | 名称                                                     | 担当局  | パーソナリティ               | 番組開始日     |
| -------- | -------------------------------------------------------- | ------- | ---------------------------- | -------------- |
| 月曜日   | QICゲツテレ版                                            | FMC関西 | 榎田信衛門ほか               | 2022年10月9日  |
| 火曜日   | ミッドナイト前島                                         | FMC関西 | 前島社中・榎田信衛門         | 2022年1月18日  |
| 水曜日   | ミッドナイト榎田 ※深夜生配信は「シン・ミッドナイト榎田」 | FMC関西 | 榎田信衛門                   | 2022年9月20日  |
| 木曜日   | 前島かずき自由自在(仮)                                   | FMC関西 | 前島かずき・榎田信衛門       | 2022年1月20日  |
| 金曜日   | 愛ちゃん自由自在(仮)                                     | FMC関西 | やはた愛・榎田信衛門         | 2021年1月21日  |
| 土曜日   | たかはしいちろう自由自在(仮)                             | FMC関西 | たかはしいちろう・榎田信衛門 | 2022年6月18日  |
| 日曜日   | 堀口こうすけ自由自在(仮)                                 | FMC関西 | 堀口こうすけ・榎田信衛門     | 2022年10月23日 |

(2022年6月18日～)B編成で「たかはしいちろう自由自在(誰)」スタート。
A編成(FMC)
| 放送曜日          | 名称                                                    | 担当局  | パーソナリティ                 | 番組開始日    |
| ----------------- | ------------------------------------------------------- | ------- | ------------------------------ | ------------- |
| 月曜日            | 西だ東だ。いや上田！                                    | FMC九州 | イペリット上田                 | 2019年4月15日 |
| 火曜日            | ストロンボリ麻由の関西食べ物百科                        | FMC関西 | ストロンボリ麻由・榎田信衛門   | 2021年4月6日  |
| 水曜日            | 大石ちゃん自由自在!! ※2022年9月13日放送回をもって終了。 | FMC関西 | 大石あきこ・榎田信衛門         | 2020年6月17日 |
| 木曜日A(隔週交替) | 安和博子のヒージャー・ヒンギター                        | FMC九州 | 安和博子・キラウエア裕子       | 2018年8月2日  |
| 木曜日B(隔週交替) | Gスタ内輪話でござい                                     | FMC関西 | スタッフ持ち回り               | 2022年2月10日 |
| 金曜日            | 愛ちゃん自由自在(仮)                                    | FMC九州 | やはた愛・榎田信衛門           | 2021年1月22日 |
| 土曜日            | ハートフルサタデー                                      | FMC関西 | マウナケア詩音・ネムルトかえで | 2021年6月11日 |
| 日曜日            | キラウエア裕子の帯に短し襷に長し                        | FMC九州 | キラウエア裕子                 | 2017年4月2日  |

B編成(Getsu-Tele)
| 放送曜日       | 名称                                                         | 担当局  | パーソナリティ               | 番組開始日    |
| -------------- | ------------------------------------------------------------ | ------- | ---------------------------- | ------------- |
| 月曜日         | 鍋大佐※月曜名画劇場を内包 ※2022年10月2日放送回わもって休止。 | FMC関西 | 榎田信衛門                   | 2022年1月27日 |
| 火曜日         | ミッドナイト前島                                             | FMC関西 | 前島社中・榎田信衛門         | 2022年1月18日 |
| 水曜日         | 大石ちゃん自由自在!! ※2022年9月13日放送回をもって終了。      | FMC関西 | 大石あきこ・榎田信衛門       | 2020年6月17日 |
| 木曜日         | ミッドナイト前島                                             | FMC関西 | 前島社中・榎田信衛門         | 2022年1月20日 |
| 金曜日         | 愛ちゃん自由自在(仮)                                         | FMC関西 | やはた愛・榎田信衛門         | 2021年1月21日 |
| 土曜日         | たかはしいちろう自由自在(誰) ※2022年9月24日から(仮)に変更。  | FMC関西 | たかはしいちろう・榎田信衛門 | 2022年6月18日 |
| 日曜日（休止） |                                                              |         |                              |               |

(2022年1月17日～)ウェブラジオFMCが「A編成」、ウェブテレビGetsu-Teleが「B編成」として2編成化。
A編成(FMC)
| 放送曜日          | 名称                                                  | 担当局  | パーソナリティ                 | 番組開始日    |
| ----------------- | ----------------------------------------------------- | ------- | ------------------------------ | ------------- |
| 月曜日            | 西だ東だ。いや上田！ ※2022年3月7日放送回から再開。    | FMC九州 | イペリット上田                 | 2019年4月15日 |
| 火曜日            | ストロンボリ麻由の関西食べ物百科                      | FMC関西 | ストロンボリ麻由・榎田信衛門   | 2021年4月6日  |
| 水曜日            | 大石ちゃん自由自在!!                                  | FMC関西 | 大石あきこ・榎田信衛門         | 2020年6月17日 |
| 木曜日A(隔週交替) | 安和博子のヒージャー・ヒンギター                      | FMC九州 | 安和博子・キラウエア裕子       | 2018年8月2日  |
| 木曜日B(隔週交替) | Gスタ内輪話でござい                                   | FMC関西 | スタッフ持ち回り               | 2022年2月10日 |
| 金曜日            | ハートフルフライデー ※2022年2月12日から土曜版に移行。 | FMC九州 | マウナケア詩音・ネムルトかえで | 2021年6月11日 |
| 土曜日            | 愛ちゃん自由自在(仮) ※2022年2月11日から土曜版に移行。 | FMC関西 | やはた愛・榎田信衛門           | 2021年1月22日 |
| 日曜日            | キラウエア裕子の帯に短し襷に長し                      | FMC九州 | キラウエア裕子                 | 2017年4月2日  |

B編成(Getsu-Tele)
| 放送曜日       | 名称                             | 担当局  | パーソナリティ         | 番組開始日    |
| -------------- | -------------------------------- | ------- | ---------------------- | ------------- |
| 月曜日         | 鍋大佐※月曜名画劇場を内包        | FMC関西 | 榎田信衛門             | 2022年1月27日 |
| 火曜日         | ミッドナイト前島                 | FMC関西 | 前島社中・榎田信衛門   | 2022年1月18日 |
| 水曜日         | 大石ちゃん自由自在!!             | FMC関西 | 大石あきこ・榎田信衛門 | 2020年6月17日 |
| 木曜日         | ミッドナイト前島                 | FMC関西 | 前島社中・榎田信衛門   | 2022年1月20日 |
| 金曜日         | 愛ちゃん自由自在(仮)             | FMC関西 | やはた愛・榎田信衛門   | 2021年1月21日 |
| 土曜日（休止） | (ミッドナイト前島増発の場合あり) |         |                        |               |
| 日曜日（休止） |                                  |         |                        |               |

(2021年2月11日～)※A編成(FMC)の金曜版と土曜版入替え限定改編。
| 放送曜日          | 名称                                            | 担当局  | パーソナリティ                 | 番組開始日    |
| ----------------- | ----------------------------------------------- | ------- | ------------------------------ | ------------- |
| 月曜日            | 月曜名画劇場 ※2022年2月28日放送回をもって終了。 | FMC関西 | 榎田信衛門                     | 2022年1月27日 |
| 火曜日            | ストロンボリ麻由の関西食べ物百科                | FMC関西 | ストロンボリ麻由・榎田信衛門   | 2021年4月6日  |
| 水曜日            | 大石ちゃん自由自在!!                            | FMC関西 | 大石あきこ・榎田信衛門         | 2020年6月17日 |
| 木曜日A(隔週交替) | 安和博子のヒージャー・ヒンギター                | FMC九州 | 安和博子・キラウエア裕子       | 2018年8月2日  |
| 木曜日B(隔週交替) | Gスタ内輪話でござい                             | FMC関西 | スタッフ持ち回り               | 2022年2月10日 |
| 金曜日            | 愛ちゃん自由自在(仮)                            | FMC関西 | やはた愛・榎田信衛門           | 2021年1月22日 |
| 土曜日            | ハートフルサタデー                              | FMC九州 | マウナケア詩音・ネムルトかえで | 2021年6月11日 |
| 日曜日            | キラウエア裕子の帯に短し襷に長し                | FMC九州 | キラウエア裕子                 | 2017年4月2日  |

#### 第6シーズン
(2021年6月11日～)木曜B⇔金曜版入替え。
※2021年6月28日は特別企画「FMCスタッフ募集スペシャルぅ～」を放送。
※2021年10月23日、30日は特別企画「大石ちゃん東奔西走」を放送。
※水曜版「大石ちゃん自由自在(仮)」は、大石あきこ衆議院議員選挙当選を受けて2021年11月3日放送分から「大石ちゃん自由自在!!」に改題。
| 放送曜日          | 名称                             | 担当局  | パーソナリティ                               | 番組開始日    |
| ----------------- | -------------------------------- | ------- | -------------------------------------------- | ------------- |
| 月曜日            | マデラスえりのQsaka All About.   | FMC関西 | マデラスえり・TENGA茶屋F1                    | 2020年9月22日 |
| 火曜日            | ストロンボリ麻由の関西食べ物百科 | FMC関西 | ストロンボリ麻由・榎田信衛門                 | 2021年4月6日  |
| 水曜日            | 大石ちゃん自由自在(仮)           | FMC関西 | 大石あきこ・榎田信衛門                       | 2020年6月17日 |
| 木曜日A(隔週交替) | 安和博子のヒージャー・ヒンギター | FMC九州 | 安和博子・キラウエア裕子                     | 2018年8月2日  |
| 木曜日B(隔週交替) | サロン・ド・上田                 | FMC九州 | イペリット上田、スタッフ持ち回り             | 2021年4月23日 |
| 金曜日            | ハートフルフライデー             | FMC九州 | マウナケア詩音・マヨンかおり・ネムルトかえで | 2021年6月11日 |
| 土曜日            | 空想歴史コントロール             | FMC関西 | 榎田信衛門・立花幸恵※一部リモート出演        | 2021年1月9日  |
| 日曜日            | キラウエア裕子の帯に短し襷に長し | FMC九州 | キラウエア裕子                               | 2017年4月2日  |

(2021年4月9日～)※2021年4月9、16日は特別企画「きっと来る!?地震榎田の直言」を放送。
| 放送曜日          | 名称                             | 担当局  | パーソナリティ                                          | 番組開始日    |
| ----------------- | -------------------------------- | ------- | ------------------------------------------------------- | ------------- |
| 月曜日            | マデラスえりのQsaka All About.   | FMC関西 | マデラスえり・榎田信衛門※6月21日からTENGA茶屋F1         | 2020年9月22日 |
| 火曜日            | ストロンボリ麻由の関西食べ物百科 | FMC関西 | ストロンボリ麻由・榎田信衛門                            | 2021年4月6日  |
| 水曜日            | 大石ちゃん自由自在(仮)           | FMC関西 | 大石あきこ・榎田信衛門                                  | 2020年6月17日 |
| 木曜日A(隔週交替) | 安和博子のヒージャー・ヒンギター | FMC九州 | 安和博子・キラウエア裕子                                | 2018年8月2日  |
| 木曜日B(隔週交替) | ハートフルサースデー             | FMC九州 | マウナケア詩音・フランシスコ松本※4月8日からマヨンかおり | 2018年8月9日  |
| 金曜日            | サロン・ド・上田                 | FMC九州 | イペリット上田、スタッフ持ち回り                        | 2021年4月23日 |
| 土曜日            | 空想歴史コントロール             | FMC関西 | 榎田信衛門・立花幸恵※一部リモート出演                   | 2021年1月9日  |
| 日曜日            | キラウエア裕子の帯に短し襷に長し | FMC九州 | キラウエア裕子                                          | 2017年4月2日  |

#### 第5シーズン
(2021年1月9日～)※土曜版のみの限定改編。
| 放送曜日          | 名称                             | 担当局  | パーソナリティ                                                                     | 番組開始日    |
| ----------------- | -------------------------------- | ------- | ---------------------------------------------------------------------------------- | ------------- |
| 月曜日            | 西だ東だ。いや上田！             | FMC九州 | イペリット上田                                                                     | 2019年4月15日 |
| 火曜日            | マデラスえりのQsaka All About.   | FMC関西 | 京山若菜改めマデラスえり・榎田信衛門                                               | 2020年9月22日 |
| 水曜日            | 大石ちゃん自由自在(仮)           | FMC関西 | 大石あきこ・石ころ氏・榎田信衛門 ※3月31日からYouTube動画版(サイマルキャスト)開始。 | 2020年6月17日 |
| 木曜日A(隔週交替) | 安和博子のヒージャー・ヒンギター | FMC九州 | 安和博子・キラウエア裕子                                                           | 2018年8月2日  |
| 木曜日B(隔週交替) | ハートフルサースデー             | FMC九州 | マウナケア詩音・フランシスコ松本                                                   | 2018年8月9日  |
| 金曜日            | 週刊green room～楽屋～           | FMC各局 | スタッフ持ち回り                                                                   | 2017年9月8日  |
| 土曜日            | 空想歴史コントロール             | FMC関西 | 榎田信衛門・立花幸恵※一部リモート出演                                              | 2021年1月9日  |
| 日曜日            | キラウエア裕子の帯に短し襷に長し | FMC九州 | キラウエア裕子                                                                     | 2017年4月2日  |

(2020年9月22日～)※火曜版のみの限定改編。
| 放送曜日          | 名称                             | 担当局  | パーソナリティ                       | 番組開始日    |
| ----------------- | -------------------------------- | ------- | ------------------------------------ | ------------- |
| 月曜日            | 西だ東だ。いや上田！             | FMC九州 | イペリット上田                       | 2019年4月15日 |
| 火曜日            | マデラスえりのQsaka All About.   | FMC関西 | 京山若菜改めマデラスえり・榎田信衛門 | 2020年9月22日 |
| 水曜日            | 大石ちゃん自由自在(仮)           | FMC関西 | 大石あきこ・石ころ氏・榎田信衛門     | 2020年6月17日 |
| 木曜日A(隔週交替) | 安和博子のヒージャー・ヒンギター | FMC九州 | 安和博子・キラウエア裕子             | 2018年8月2日  |
| 木曜日B(隔週交替) | ハートフルサースデー             | FMC九州 | マウナケア詩音・フランシスコ松本     | 2018年8月9日  |
| 金曜日            | 週刊green room～楽屋～           | FMC各局 | スタッフ持ち回り                     | 2017年9月8日  |
| 土曜日            | 週刊アナログ向上委員会           | FMC九州 | 榎田信衛門・立花幸恵                 | 2014年1月11日 |
| ※土曜日代打       | 今週のスポットライト             | FMC九州 | キラウエア裕子・イペリット上田       | 2020年4月25日 |
| 日曜日            | キラウエア裕子の帯に短し襷に長し | FMC九州 | キラウエア裕子                       | 2017年4月2日  |

(2020年4月2日～)※新型コロナ自粛対応による土曜代打、水曜版マイナーチェンジの限定改編。
| 放送曜日          | 名称                             | 担当局  | パーソナリティ                   | 番組開始日    |
| ----------------- | -------------------------------- | ------- | -------------------------------- | ------------- |
| 月曜日            | 西だ東だ。いや上田！             | FMC九州 | イペリット上田                   | 2019年4月15日 |
| 火曜日            | 京山若菜の浪花なんでも浪花節     | FMC関西 | 京山若菜・榎田信衛門             | 2019年12月3日 |
| 水曜日            | 大石ちゃん自由自在(仮)           | FMC関西 | 大石あきこ・石ころ氏・榎田信衛門 | 2020年6月17日 |
| 木曜日A(隔週交替) | 安和博子のヒージャー・ヒンギター | FMC九州 | 安和博子・キラウエア裕子         | 2018年8月2日  |
| 木曜日B(隔週交替) | ハートフルサースデー             | FMC九州 | マウナケア詩音・フランシスコ松本 | 2018年8月9日  |
| 金曜日            | 週刊green room～楽屋～           | FMC各局 | スタッフ持ち回り                 | 2017年9月8日  |
| 土曜日            | 週刊アナログ向上委員会           | FMC九州 | 榎田信衛門・立花幸恵             | 2014年1月11日 |
| ※土曜日代打       | 今週のスポットライト             | FMC九州 | キラウエア裕子・イペリット上田   | 2020年4月25日 |
| 日曜日            | キラウエア裕子の帯に短し襷に長し | FMC九州 | キラウエア裕子                   | 2017年4月2日  |

(2019年12月3日～)※火曜版のみの限定改編。
| 放送曜日          | 名称                             | 担当局  | パーソナリティ                   | 番組開始日    |
| ----------------- | -------------------------------- | ------- | -------------------------------- | ------------- |
| 月曜日            | 西だ東だ。いや上田！             | FMC九州 | イペリット上田                   | 2019年4月15日 |
| 火曜日            | 京山若菜の浪花なんでも浪花節     | FMC関西 | 京山若菜・榎田信衛門             | 2019年12月3日 |
| 水曜日            | 榎田自由自在                     | FMC関西 | 榎田信衛門                       | 2017年4月6日  |
| 木曜日A(隔週交替) | 安和博子のヒージャー・ヒンギター | FMC九州 | 安和博子・キラウエア裕子         | 2018年8月2日  |
| 木曜日B(隔週交替) | ハートフルサースデー             | FMC九州 | マウナケア詩音・フランシスコ松本 | 2018年8月9日  |
| 金曜日            | 週刊green room～楽屋～           | FMC各局 | スタッフ持ち回り                 | 2017年9月8日  |
| 土曜日            | 週刊アナログ向上委員会           | FMC九州 | 榎田信衛門・立花幸恵             | 2014年1月11日 |
| 日曜日            | キラウエア裕子の帯に短し襷に長し | FMC九州 | キラウエア裕子                   | 2017年4月2日  |

(2019年4月2日～)※FMC関西局開設による火・水曜版の移動と月曜版のみの限定改編。
| 放送曜日          | 名称                               | パーソナリティ                                                | 番組開始日    |
| ----------------- | ---------------------------------- | ------------------------------------------------------------- | ------------- |
| 月曜日            | 西だ東だ。いや上田！               | イペリット上田                                                | 2019年4月15日 |
| 火曜日            | 榎田右往左往※4月2日からFMC関西制作 | 榎田信衛門ほか                                                | 2019年1月8日  |
| 水曜日            | 榎田自由自在※4月3日からFMC関西制作 | 榎田信衛門                                                    | 2017年4月6日  |
| 木曜日A(隔週交替) | 安和博子のヒージャー・ヒンギター   | 安和博子・榎田信衛門※5月16日からキラウエア裕子                | 2018年8月2日  |
| 木曜日B(隔週交替) | ハートフルサースデー               | マウナケア詩音・モモトンボしずく※11月15日からフランシスコ松本 | 2018年8月9日  |
| 金曜日            | 週刊green room～楽屋～             | スタッフ持ち回り                                              | 2017年9月8日  |
| 土曜日            | 週刊アナログ向上委員会             | 榎田信衛門・立花幸恵                                          | 2014年1月11日 |
| 日曜日            | キラウエア裕子の帯に短し襷に長し   | キラウエア裕子                                                | 2017年4月2日  |

(2019年1月8日～)※火曜版のみの限定改編。
| 放送曜日          | 名称                             | パーソナリティ                                               | 番組開始日    |
| ----------------- | -------------------------------- | ------------------------------------------------------------ | ------------- |
| 月曜日            | ハートフルマンデー               | イペリット上田                                               | 2017年4月24日 |
| 火曜日            | 榎田右往左往                     | 榎田信衛門ほか                                               | 2019年1月8日  |
| 水曜日            | 榎田自由自在                     | 榎田信衛門                                                   | 2017年4月6日  |
| 木曜日A(隔週交替) | 安和博子のヒージャー・ヒンギター | 安和博子・榎田信衛門                                         | 2018年8月2日  |
| 木曜日B(隔週交替) | ハートフルサースデー             | マウナケア詩音・チョモランマ荒川※4月11日からモモトンボしずく | 2018年8月9日  |
| 金曜日            | 週刊green room～楽屋～           | スタッフ持ち回り                                             | 2017年9月8日  |
| 土曜日            | 週刊アナログ向上委員会           | 榎田信衛門・立花幸恵                                         | 2014年1月11日 |
| 日曜日            | キラウエア裕子の帯に短し襷に長し | キラウエア裕子                                               | 2017年4月2日  |

(2018年8月2日～)※木曜版のみの限定改編。
| 放送曜日          | 名称                                                    | パーソナリティ                                         | 番組開始日    |
| ----------------- | ------------------------------------------------------- | ------------------------------------------------------ | ------------- |
| 月曜日            | ハートフルマンデー                                      | イペリット上田・木葉すみれ                             | 2017年4月24日 |
| 火曜日            | 週刊めぐ放談3.1 ※2018年5月8日放送分より「産休シリーズ」 | ピナツボめぐみ産休による代打持ち回り・榎田信衛門       | 2015年1月6日  |
| 水曜日            | 榎田自由自在                                            | 榎田信衛門                                             | 2017年4月6日  |
| 木曜日A(隔週交替) | 安和博子のヒージャー・ヒンギター                        | 安和博子・榎田信衛門                                   | 2018年8月2日  |
| 木曜日B(隔週交替) | ハートフルサースデー                                    | マウナケア詩音・榎田信衛門※8月23日からチョモランマ荒川 | 2018年8月9日  |
| 金曜日            | 週刊green room～楽屋～                                  | スタッフ持ち回り                                       | 2017年9月8日  |
| 土曜日            | 週刊アナログ向上委員会                                  | 榎田信衛門・立花幸恵                                   | 2014年1月11日 |
| 日曜日            | キラウエア裕子の帯に短し襷に長し                        | キラウエア裕子                                         | 2017年4月2日  |

(2018年1月18日～)※木曜版のみの限定改編。
| 放送曜日          | 名称                                   | パーソナリティ                                 | 番組開始日    |
| ----------------- | -------------------------------------- | ---------------------------------------------- | ------------- |
| 月曜日A(隔週交替) | 週刊ドラマウォッチャー／週刊RAILトーク | 花岡山花岡・安和博子                           | 2013年7月3日  |
| 月曜日B(隔週交替) | ハートフルマンデー                     | マウナケア詩音・イペリット上田・ピナツボめぐみ | 2017年4月24日 |
| 火曜日            | 週刊めぐ放談3.1                        | ピナツボめぐみ・榎田信衛門                     | 2015年1月6日  |
| 水曜日            | 騏驎も老いては駑馬に劣る。             | ネムルトかえで                                 | 2017年4月5日  |
| 木曜日            | 榎田自由自在                           | 榎田信衛門                                     | 2017年4月6日  |
| 金曜日            | 週刊green room～楽屋～                 | スタッフ持ち回り                               | 2017年9月8日  |
| 土曜日            | 週刊アナログ向上委員会                 | 榎田信衛門・立花幸恵                           | 2014年1月11日 |
| 日曜日            | ボルジア姉妹の帯に短し襷に長し         | キラウエア裕子・木葉すみれ                     | 2017年4月2日  |

(2017年8月17日～)※木・金曜版のみの限定改編。
| 放送曜日          | 名称                                                                           | パーソナリティ             | 番組開始日    |
| ----------------- | ------------------------------------------------------------------------------ | -------------------------- | ------------- |
| 月曜日A(隔週交替) | 週刊ドラマウォッチャー／週刊RAILトーク                                         | 花岡山花岡・安和博子       | 2013年7月3日  |
| 月曜日B(隔週交替) | ハートフルマンデー                                                             | マウナケア詩音             | 2017年4月24日 |
| 火曜日            | 週刊めぐ放談3.1                                                                | ピナツボめぐみ・榎田信衛門 | 2015年1月6日  |
| 水曜日            | 騏驎も老いては駑馬に劣る。                                                     | ネムルトかえで※7/26～      | 2017年4月5日  |
| 木曜ワイドA       | 徹底的にローカルな地域情報を 堂々と全世界に発信すること そんなコンセプトの番組 | イペリット上田ほか         | 2017年8月17日 |
| 木曜ワイドB       | 榎田自由自在                                                                   | 榎田信衛門                 | 2017年4月6日  |
| 金曜日            | 週刊green room～楽屋～ ※8/18、8/25、9/1は穴埋め単発企画。                      | スタッフ持ち回り           | 2017年9月8日  |
| 土曜日            | 週刊アナログ向上委員会                                                         | 榎田信衛門・立花幸恵       | 2014年1月11日 |
| 日曜日            | ボルジア姉妹の帯に短し襷に長し                                                 | キラウエア裕子・木葉すみれ | 2017年4月2日  |

(2017年4月2日～)※2017年4月10日～16日は特別企画「FMC特集／あの日、スタッフ全員被災者になった」を放送。
| 放送曜日          | 名称                                   | パーソナリティ                 | 番組開始日    |
| ----------------- | -------------------------------------- | ------------------------------ | ------------- |
| 月曜日A(隔週交替) | 週刊ドラマウォッチャー／週刊RAILトーク | 花岡山花岡・安和博子           | 2013年7月3日  |
| 月曜日B(隔週交替) | ハートフルマンデー                     | マウナケア詩音                 | 2017年4月24日 |
| 火曜日            | 週刊めぐ放談3.1                        | ピナツボめぐみ・榎田信衛門     | 2015年1月6日  |
| 水曜日            | 騏驎も老いては駑馬に劣る。             | マウナロアゆか・ネムルトかえで | 2017年4月5日  |
| 木曜ワイドA       | クイズ・サウンド・オブ・水前寺         | イペリット上田・花岡山花岡ほか | 2017年4月6日  |
| 木曜ワイドB       | 榎田自由自在                           | 榎田信衛門                     | 2017年4月6日  |
| 金曜日            | 歌謡喫茶室                             | 花房千恵・マウナケア詩音       | 2017年4月7日  |
| 土曜日            | 週刊アナログ向上委員会                 | 榎田信衛門・立花幸恵           | 2014年1月11日 |
| 日曜日            | ボルジア姉妹の帯に短し襷に長し         | キラウエア裕子・木葉すみれ     | 2017年4月2日  |

#### 第4シーズン
(2016年9月18日〜)※新南部FMCスタジオ稼働開始に伴う一部改編。
| 放送曜日 | 名称                                   | パーソナリティ             | 番組開始日    |
| -------- | -------------------------------------- | -------------------------- | ------------- |
| 月曜日   | 週刊FMC全国大人相談室                  | イペリット上田ほか         | 2016年9月18日 |
| 火曜日   | 週刊めぐ放談3.1                        | ピナツボめぐみ・榎田信衛門 | 2015年1月6日  |
| 水曜日   | 週刊ドラマウォッチャー／週刊RAILトーク | 花岡山花岡・安和博子       | 2013年7月3日  |
| 木曜日   | 週刊人生熊本裏通り                     | 花房千恵                   | 2016年9月22日 |
| 金曜日   | 週刊HAPPY FRIDAY                       | マウナケア詩音             | 2015年7月3日  |
| 土曜日   | 週刊アナログ向上委員会                 | 榎田信衛門・立花幸恵       | 2014年1月11日 |
| 日曜日   | 週刊キラ裕特命大臣                     | キラウエア裕子・木葉すみれ | 2016年9月18日 |

(2016年6月20日〜)※第1スタジオ暫定復旧によるレギュラー放送再開。
| 放送曜日 | 名称                         | パーソナリティ             | 番組開始日    |
| -------- | ---------------------------- | -------------------------- | ------------- |
| 月曜日   | 週刊サバスタMonday           | 榎田信衛門ほか             | 2016年6月20日 |
| 火曜日   | 週刊めぐ放談3.1              | ピナツボめぐみ・榎田信衛門 | 2015年1月6日  |
| 水曜日   | 週刊ドラマウォッチャー代打版 | 花垂山花垂(榎田信衛門)ほか | 2016年6月22日 |
| 木曜日   | 週刊サバスタThursday         | 榎田信衛門ほか             | 2016年6月23日 |
| 金曜日   | 週刊HAPPY FRIDAY             | マウナケア詩音             | 2015年7月3日  |
| 土曜日   | 週刊アナログ向上委員会       | 榎田信衛門・立花幸恵       | 2014年1月11日 |
| 日曜日   | 週刊キラ裕次官               | キラウエア裕子・木葉すみれ | 2016年6月26日 |

#### 熊本地震による特別編成
(2016年4月14日〜)※通常の各曜日版は休止
| 放送期間                    | タイトル                           | 本数 | 備考 |
| --------------------------- | ---------------------------------- | ---- | --- |
| 2016年4月14日〜2016年5月5日 | 熊本地方に大地震                   | 37本 | 初回は2014年4月14日22:19(前震から53分後)にアップ                                                         |
| 2016年5月6日〜2016年6月19日 | 余震に打ち勝て！サバイバルスタジオ | 49本 | 2016年6月20日から通常編成に組込み。月曜と木曜放送。                                                      |
| 2016年8月31日               | 速報サバスタ                       | 1本  | 2016年8月31日19時46分頃に熊本県内で発生した震度5弱の地震直後に、出張中の榎田信衛門が人吉市から緊急放送。 |

#### 第3シーズン
(2016年1月7日〜)※木曜版のみの限定改編。
| 放送曜日 | 名称                                   | パーソナリティ                       | 番組開始日    |
| -------- | -------------------------------------- | ------------------------------------ | ------------- |
| 月曜日   | 週刊ニュースプレイバック清正の逆襲     | エトナいずみ・木葉すみれ・花岡山花岡 | 2014年8月11日 |
| 火曜日   | 週刊めぐさるき／週刊めぐ放談3.1        | ピナツボめぐみ・榎田信衛門           | 2015年1月6日  |
| 水曜日   | 週刊RAILトーク／週刊ドラマウォッチャー | 花岡山花岡・安和博子                 | 2013年7月3日  |
| 木曜日   | 榎田信衛門解説トーク支店・本店         | 榎田信衛門                           | 2016年1月7日  |
| 金曜日   | 週刊HAPPY FRIDAY                       | マウナケア詩音                       | 2015年7月3日  |
| 土曜日   | 週刊アナログ向上委員会                 | 榎田信衛門・立花幸恵                 | 2014年1月11日 |
| 日曜日   | 週刊大倉大臣                           | チクロン大倉・キラウエア裕子         | 2015年10月4日 |

(2015年10月4日〜)※日曜版のみの限定改編。
| 放送曜日 | 名称                                   | パーソナリティ                       | 番組開始日    |
| -------- | -------------------------------------- | ------------------------------------ | ------------- |
| 月曜日   | 週刊ニュースプレイバック清正の逆襲     | エトナいずみ・木葉すみれ・花岡山花岡 | 2014年8月11日 |
| 火曜日   | 週刊めぐさるき／週刊めぐ放談3.1        | ピナツボめぐみ・榎田信衛門           | 2015年1月6日  |
| 水曜日   | 週刊RAILトーク／週刊ドラマウォッチャー | 花岡山花岡・安和博子                 | 2013年7月3日  |
| 木曜日   | 週刊ただいま試食中                     | 西之島かほる                         | 2015年7月23日 |
| 金曜日   | 週刊HAPPY FRIDAY                       | マウナケア詩音                       | 2015年7月3日  |
| 土曜日   | 週刊アナログ向上委員会                 | 榎田信衛門・立花幸恵                 | 2014年1月11日 |
| 日曜日   | 週刊大倉大臣                           | チクロン大倉・キラウエア裕子         | 2015年10月4日 |

(2015年7月1日〜)※7月3日〜金曜版、7月23日〜木曜版の2枠限定改編。
| 放送曜日 | 名称                                   | パーソナリティ                       | 番組開始日    |
| -------- | -------------------------------------- | ------------------------------------ | ------------- |
| 月曜日   | 週刊ニュースプレイバック清正の逆襲     | エトナいずみ・木葉すみれ・花岡山花岡 | 2014年8月11日 |
| 火曜日   | 週刊めぐさるき／週刊めぐ放談3.1        | ピナツボめぐみ・榎田信衛門           | 2015年1月6日  |
| 水曜日   | 週刊RAILトーク／週刊ドラマウォッチャー | 花岡山花岡・安和博子                 | 2013年7月3日  |
| 木曜日   | 週刊ただいま試食中                     | 西之島かほる                         | 2015年7月23日 |
| 金曜日   | 週刊HAPPY FRIDAY                       | マウナケア詩音                       | 2015年7月3日  |
| 土曜日   | 週刊アナログ向上委員会                 | 榎田信衛門・立花幸恵                 | 2014年1月11日 |
| 日曜日   | 週刊猫柳社中                           | キラウエア裕子・チクロン大倉         | 2015年1月18日 |

(2015年5月1日〜)※金曜版のみの限定改編。5月28日〜木曜版緊急差し替え。
| 放送曜日 | 名称                                   | パーソナリティ                       | 番組開始日    |
| -------- | -------------------------------------- | ------------------------------------ | ------------- |
| 月曜日   | 週刊ニュースプレイバック清正の逆襲     | エトナいずみ・木葉すみれ・花岡山花岡 | 2014年8月11日 |
| 火曜日   | 週刊めぐさるき                         | ピナツボめぐみ・榎田信衛門           | 2015年1月6日  |
| 水曜日   | 週刊RAILトーク／週刊ドラマウォッチャー | 花岡山花岡・安和博子                 | 2013年7月3日  |
| 木曜日   | 週刊ただいま工事中(計7回)              | FMCオールスターズ                    | 2015年5月28日 |
| 金曜日   | 週刊金曜座                             | おおぐま欣三・マウナケア詩音         | 2015年5月1日  |
| 土曜日   | 週刊アナログ向上委員会                 | 榎田信衛門・立花幸恵                 | 2014年1月11日 |
| 日曜日   | 週刊猫柳社中                           | キラウエア裕子・チクロン大倉         | 2015年1月18日 |

(2014年12月19日〜)※火・金・日曜版のみの限定改編。
| 放送曜日 | 名称                                   | パーソナリティ                              | 番組開始日     |
| -------- | -------------------------------------- | ------------------------------------------- | -------------- |
| 月曜日   | 週刊ニュースプレイバック清正の逆襲     | エトナいずみ・FMC解説陣                     | 2014年8月11日  |
| 火曜日   | 週刊めぐさるき                         | ピナツボめぐみ・榎田信衛門                  | 2015年1月6日   |
| 水曜日   | 週刊RAILトーク／週刊ドラマウォッチャー | 花岡山花岡・安和博子                        | 2013年7月3日   |
| 木曜日   | 週刊成田屋                             | エアポート成田・けんちゃん                  | 2014年1月9日   |
| 金曜日   | 週刊ひらめきどんぶり                   | おおぐま欣三・キラウエア裕子→マウナケア詩音 | 2014年12月19日 |
| 土曜日   | 週刊アナログ向上委員会                 | 榎田信衛門・立花幸恵                        | 2014年1月11日  |
| 日曜日   | 週刊猫柳社中                           | キラウエア裕子・チクロン大倉                | 2015年1月18日  |

(2014年8月11日〜)※月・金曜版のみの限定改編。
| 放送曜日 | 名称                                   | パーソナリティ               | 番組開始日    |
| -------- | -------------------------------------- | ---------------------------- | ------------- |
| 月曜日   | 週刊ニュースプレイバック清正の逆襲     | エトナいずみ・FMC解説陣      | 2014年8月11日 |
| 火曜日   | 週刊ミリタリートーク／週刊めぐ放談3    | ピナツボめぐみ・榎田信衛門   | 2013年8月20日 |
| 水曜日   | 週刊RAILトーク／週刊ドラマウォッチャー | 花岡山花岡・安和博子         | 2013年7月3日  |
| 木曜日   | 週刊成田屋                             | エアポート成田・けんちゃん   | 2014年1月9日  |
| 金曜日   | 週刊過ぎたるしマイブーム               | キラウエア裕子・おおぐま欣三 | 2014年8月22日 |
| 土曜日   | 週刊アナログ向上委員会                 | 榎田信衛門・立花幸恵         | 2014年1月11日 |
| 日曜日   | 週刊QUEMULE EXTRA                      | 流れ星☆みいな・榎田信衛門    | 2014年5月4日  |

(2014年5月4日〜)※日曜版を増設。
| 放送曜日 | 名称                                   | パーソナリティ                  | 番組開始日    |
| -------- | -------------------------------------- | ------------------------------- | ------------- |
| 月曜日   | 週刊月曜座                             | おおぐま欣三・FMCオールスターズ | 2014年1月6日  |
| 火曜日   | 週刊ミリタリートーク／週刊めぐ放談3    | ピナツボめぐみ・榎田信衛門      | 2013年8月20日 |
| 水曜日   | 週刊RAILトーク／週刊ドラマウォッチャー | 花岡山花岡・安和博子            | 2013年7月3日  |
| 木曜日   | 週刊成田屋                             | エアポート成田・けんちゃん(仮)  | 2014年1月9日  |
| 金曜日   | 週刊欣曜日                             | おおぐま欣三・キラウエア裕子    | 2014年1月10日 |
| 土曜日   | 週刊アナログ向上委員会                 | 榎田信衛門・立花幸恵            | 2014年1月11日 |
| 日曜日   | 週刊QUEMULE EXTRA                      | 流れ星☆みいな・榎田信衛門       | 2014年5月4日  |

(2014年1月6日〜)
| 放送曜日 | 名称                                   | パーソナリティ                              | 番組開始日    |
| -------- | -------------------------------------- | ------------------------------------------- | ------------- |
| 月曜日   | 週刊月曜座                             | おおぐま欣三・流れ星☆みいな                 | 2014年1月6日  |
| 火曜日   | 週刊ミリタリートーク／週刊めぐ放談3    | ピナツボめぐみ・榎田信衛門                  | 2013年8月20日 |
| 水曜日   | 週刊RAILトーク／週刊ドラマウォッチャー | 花岡山花岡・安和博子                        | 2013年7月3日  |
| 木曜日   | 週刊成田屋                             | エアポート成田・レツゴー匠平→けんちゃん(仮) | 2014年1月9日  |
| 金曜日   | 週刊欣曜日                             | おおぐま欣三・キラウエア裕子                | 2014年1月10日 |
| 土曜日   | 週刊アナログ向上委員会                 | 榎田信衛門・立花幸恵                        | 2014年1月11日 |

#### 第2シーズン
(2013年3月18日〜)
| 放送曜日 | 名称                                                 | パーソナリティ                   | 番組開始日    |
| -------- | ---------------------------------------------------- | -------------------------------- | ------------- |
| 月曜日   | 週刊買い物ブギ                                       | おおぐま欣三・ラ・パルマ絵美     | 2013年3月18日 |
| 火曜日   | 週刊めぐ放談2 →週刊ミリタリートーク(2013年8月20日〜) | ピナツボめぐみ・榎田信衛門       | 2013年3月19日 |
| 水曜日   | 週刊RAILトーク／週刊ドラマウォッチャー               | 花岡山花岡・安和博子             | 2013年7月3日  |
| 木曜日   | 週刊トンカラリン                                     | トンカラリン恭子・キラウエア裕子 | 2013年3月21日 |
| 金曜日   | 週刊流離い図書室R／週刊下品館                        | エアポート成田・流れ星☆みいな    | 2013年7月12日 |
| 土曜日   | 週刊突撃一番                                         | マスタード☆鶴田・榎田信衛門      | 2010年10月2日 |

#### 第1シーズン
(2012年1月9日〜)
| 放送曜日 | 名称                           | パーソナリティ                 | 番組開始日    |
| -------- | ------------------------------ | ------------------------------ | ------------- |
| 月曜日   | 週刊うっかり匠平               | レツゴー匠平                   | 2012年1月9日  |
| 火曜日   | 週刊キラパルマ                 | キラウエア裕子・ラ・パルマ絵美 | 2012年1月10日 |
| 水曜日   | 週刊FMC予備校→週刊大江で捜査網 | おおぐま欣三・流れ星☆みいな    | 2012年1月11日 |
| 木曜日   | 週刊流離い図書室               | エアポート成田                 | 2012年1月12日 |
| 金曜日   | 週刊理恵通信                   | セントヘレンズ理恵・榎田信衛門 | 2012年1月13日 |
| 土曜日   | 週刊突撃一番                   | マスタード☆鶴田・榎田信衛門    | 2010年10月2日 |

#### 放送スタート時（シーズンゼロ）
(2010年10月1日〜)
スタート当初は、週末を除き曜日毎の番組分けが為されておらず、曜日担当ＭＣが区分されていた。
| 放送曜日 | 名称         | パーソナリティ                 | 番組開始日    |
| -------- | ------------ | ------------------------------ | ------------- |
| 月曜日   |              | レツゴー匠平・エアポート成田   | 2010年10月4日 |
| 火曜日   |              | ラ・パルマ絵美・エアポート成田 | 2010年10月5日 |
| 水曜日   |              | キラウエア裕子・エアポート成田 | 2010年10月6日 |
| 木曜日   |              | セントヘレンズ理恵・榎田信衛門 | 2010年10月7日 |
| 金曜日   | 週刊めぐ放談 | ピナツボめぐみ・榎田信衛門     | 2010年10月1日 |
| 土曜日   | 週刊突撃一番 | マスタード☆鶴田・榎田信衛門    | 2010年10月2日 |

### FMCゆく年くる年
第1回(1987年12月31日〜1988年1月1日放送)を皮切りに、毎年大晦日の深夜から翌元日にかけて制作される「年越し番組」である。
第13回（2000年12月31日〜2001年1月1日放送)以降、毎回異なる番組テーマを掲げ、生中継や帰省中のスタッフからの電話出演などを交えたバラエティ構成となっている。
近年は、地元熊本だけでなく、首都圏や関西圏などからも同番組（例年オープンスタジオとなっており、飲食物も振舞われる）に駆けつけるリスナーが複数存在する。
| 放送回                                                              | 放送年    | テーマ                                                                    | MC                                                                     | 備考 |
| ------------------------------------------------------------------- | --------- | ------------------------------------------------------------------------- | ---------------------------------------------------------------------- | --- |
| 第1回                                                               | 1987-1988 | （テーマなし）                                                            | 種田守倖(榎田信衛門)、倉本健太郎                                       | |
| 第2回                                                               | 1988-1989 | （テーマなし）                                                            | 変なやつ江森                                                           | 飛び入りの女性リスナーが初乱入。以後、飛び入り歓迎スタイルが確立。                                                                     |
| 第3回                                                               | 1989-1990 | （テーマなし）                                                            | エアポート成田、ビリー葛西                                             | 上通アーケード街頭ゲリラ放送 |
| 第4回                                                               | 1990-1991 | （テーマなし）                                                            | エアポート成田、即尺うえだ、梅田りつこ                                 | 初のＴＶ実験放送。 |
| 第5回                                                               | 1991-1992 | （テーマなし）                                                            | 種田守倖(榎田信衛門)                                                   | 「ＮＨＫ紅白歌合戦」放送終了直後の午後１１時４５分スタートが確立。                                                                     |
| ※1992-1994放送休止（スタッフの多くはRKBラジオのゆく年くる年に参加） |           |                                                                           |                                                                        | |
| 第6回                                                               | 1994-1995 | （テーマなし）                                                            | ParaT(榎田信衛門)                                                      | |
| 第7回                                                               | 1995-1996 | （テーマなし）                                                            | ヘルペス和田、お上がりなさいませ徳永                                   | ８時間番組。初詣中継を初実施。 |
| 第8回                                                               | 1996-1997 | （テーマなし）                                                            | アナル島田(第１部)、ParaT(第２部)                                      | |
| 第9回                                                               | 1997-1998 | （テーマなし）                                                            | ParaT、ユッケ弥山                                                      | |
| 第10回                                                              | 1998-1999 | （テーマなし）                                                            | フィラリア井元                                                         | |
| 第11回                                                              | 1999-2000 | （テーマなし）                                                            | ラニーニャあやか、セイフティ本田                                       | ラジオカーから移動中継。 |
| 第12回                                                              | 2000-2001 | （テーマなし）                                                            | クラミジア坂本                                                         | 2001年問題。是法菅原神社から初中継。                                                                                                   |
| 第13回                                                              | 2001-2002 | のるかそるか!!の2002年                                                    | パトリオット理佳                                                       | 総出演者数16名。 |
| 第14回                                                              | 2002-2003 | 2003/THE END?                                                             | 玄米茶やよい                                                           | |
| 第15回                                                              | 2003-2004 | 前向き。                                                                  | 玄米茶やよい、レジオネラ高木                                           | 屋外オープンスペースから放送。 |
| 第16回                                                              | 2004-2005 | 喝                                                                        | 水前寺裕子、レジオネラ高木                                             | |
| 第17回                                                              | 2005-2006 | 30th                                                                      | 水前寺裕子                                                             | 多目的文化情報発信施設lunedi内の新FMCスタジオから初放送。                                                                              |
| 第18回                                                              | 2006-2007 | 2007年問題。                                                              | おーい!中村、エビアン元子                                              | |
| 第19回                                                              | 2007-2008 | 起爆スイッチ！                                                            | ピナツボめぐみ                                                         | FMC第2スタジオ(視聴覚作品店review)から初放送。                                                                                         |
| 第20回                                                              | 2008-2009 | この国から「義」と「情」を奪ったやつは誰だ!?                              | ピナツボめぐみ、マスタード鶴田、アナル島田                             | （写真アルバム）http://www.fmc.or.jp/yukukuru2009/album/                                                                               |
| 第21回                                                              | 2009-2010 | 100年の計を元旦に。                                                       | キラウエア裕子、 セントヘレンズ理恵                                    | |
| 第22回                                                              | 2010-2011 | second best,tomorrow!(今できることをしろ！)                               | エアポート成田、 ラ・パルマ絵美、レツゴー匠平                          | |
| 第23回                                                              | 2011-2012 | reboot!!(日本甦生)                                                        | 榎田信衛門、マスタード☆鶴田                                            | 東日本大震災後ということでやや社会派な構成。                                                                                           |
| 第24回                                                              | 2012-2013 | Destroy confusion! (混迷をぶっ壊せ！)                                     | キラウエア裕子、おおぐま欣三、トンカラリン恭子                         | |
| 第25回                                                              | 2013-2014 | New Order(時代を変えよう！)                                               | エアポート成田、花岡山花岡、キラウエア裕子、レツゴー匠平               | 脱宴会番組として第1スタジオから放送。                                                                                                  |
| 第26回                                                              | 2014-2015 | 座                                                                        | 榎田信衛門                                                             | エンタ回帰。第1スタジオから放送。 |
| 第27回                                                              | 2015-2016 | 紅白食合戦                                                                | 総合司会・チクロン大倉、紅組々長・キラウエア裕子、白組々長・榎田信衛門 | 第4スタジオから初放送。（lunediから最後の放送）                                                                                        |
| 第28回                                                              | 2016-2017 | こちら東区保田窪公園前演奏所(スタジオ) ～来たけりゃお越しよ！狭いけどｗ～ | 榎田信衛門、キラウエア裕子                                             | 熊本地震後移転した新南部FMCスタジオから初放送。 放送開始を22時30分に変更。第4回以前のスタイルに戻す。                                  |
| 第29回                                                              | 2017-2018 | シャルマン上田                                                            | イペリット上田、マウナケア詩音                                         | MC上田を遠来のリスナーがサポートする異例の展開。 放送開始を22時20分に変更。FMC-TVとのサイマルキャスト。                                |
| 第30回                                                              | 2018-2019 | 平成というこの時代。 共に生き抜いた君たちと語りたい！                     | 榎田信衛門                                                             | 放送30回記念。4時間拡大版として放送。 榎田ワンマントークをベースに多数の投稿メッセージを紹介。                                         |
| 第31回                                                              | 2019-2020 | 密室ラジオトーク                                                          | 榎田信衛門、キラウエア裕子、イペリット上田                             | 初のFMC九州・FMC関西・FMC首都圏共同制作。スタジオ開放を中止。 ラジオの原点回帰を狙った密室トーク。各スタッフ生電話出演など。           |
| 第32回                                                              | 2020-2021 | AGUARIUS～意味のない言葉に何かがある。～                                  | 榎田信衛門、石ころ氏(大石あきこ事務所ボランティア秘書)、キラウエア裕子 | FMC関西(新大阪FMCスタジオ※Fスタ)単独制作。スタジオ非開放。 キラウエア裕子の迷言を基軸に言葉の妙を語る。各スタッフ生電話出演など。      |
| 第33回                                                              | 2021-2022 | NEW AGE 前島                                                              | 前島社中、キラウエア裕子、榎田信衛門ほか                               | FMC関西(新大阪FMCスタジオ※Fスタ)単独制作。スタジオ非開放。 ミッドナイト前島の面々がリスナーメッセージを紹介しつつ世相を斬る。          |
| 第34回                                                              | 2022-2023 | 榎田殿が13人いたら‥                                                       | 榎田信衛門、egg、前島社中、キラウエア裕子ほか                          | FMC関西(新大阪FMCスタジオ※Gスタ)単独制作。スタジオ非開放。 ミッドナイト前島の面々がリスナーメッセージを紹介しつつ世相を斬る。第2弾。   |
| 第35回                                                              | 2023-2024 | octopus 手が足らない。踊ってる場合じゃない。                              | 前島かずき、榎田信衛門、前島社中、キラウエア裕子ほか                   | FMC関西(新大阪FMCスタジオ※Gスタ)単独制作。スタジオ限定開放。 ミッドナイト前島の面々がリスナーメッセージを紹介しつつ世相を斬る。第3弾。 |

## 継続中及び過去に放送された主な番組

### 1976年
（マイクロラジオ開局）
- なかよしジョッキー!（MC/種田守倖ほか）
- 明日の出来事（MC/種田守倖、松本毅ほか）

### 1977年
- 新・明日の出来事（MC/種田守倖、松本毅ほか）

### 1983年
- COME ON TOGETHER!（MC/種田守倖）
- joinドラマハウス

### 1984年
- 入れPOM出し!POM!すっPOMPOM!!（MC/メンス下田）
- COME ON TOGETHER!2（MC/種田守倖）
- COME ON TOGETHER!3（MC/種田守倖）

### 1985年
- WA!アメーバだ（MC/種田守倖、エレクト深江、ホルモン真弓）

### 1986年
- ART WORLD（MC/あがりくみこ）※テレビ番組
- Ave.25（MC/エレクト深江ほか）※テレビ番組
- 世当たり上手のバチ当たりスペシャル（MC/変なやつ江森、油布礼子ほか）

### 1987年
- ラジオドラマ君の町へ（出演/バッコン岩崎）
- アイドル向上委員会（MC/河津信彦、ゲスト/仁藤優子）※テレビ番組

### 1988年
- 恐怖のエレベーター※ビデオ作品（出演/エアポート成田ほか）

### 1989年
- タネ汁サネ汁トロロ汁（MC/エアポート成田）

### 1990年
- お湯の中にもいい出会い（MC/アナル島田）

### 1992年
- ウイークエンドストリーツ（MC/唐沢竿、木原友香）

### 1994年
（マイクロラジオ再開）
- マンデークラブ（MC/Paragon種田、ヒロポン作田ほか）
- アナル島田の月曜日の憂鬱（MC/アナル島田）
- サイバーネットワーク（MC/木原友香、白川憲一）

### 1995年
- 略してマンクラ（MC//Paragon種田、アナル島田、ヒロポン作田ほか）
- ヘルペス和田の渚のゾウリムシ（MC/ヘルペス和田）
- ドラマコンプレックス（MC/永田ようこほか）

### 1996年
（ウェブラジオ化）
- QUEMULE XX（MC/Paragon種田、ヘルペス和田、EYEほか）※QICの前駆的番組。
- QMB/Quemule Music Beam（MC/Mckee中野、窓乃梅明子ほか）
- QLS/Quemule Lip Service（MC/ユッケ弥山、サーロインめぐみほか）
- QIC/Quemule Insider Club（MC/ParagonTほか）※継続中
- QSN/Quemule Saturday Night（MC/ParagonT）※夏休み限定

### 1997年
- QUEMULE太郎（MC/ヘルペス和田、フィラリア井元）
- 激突スター!電車でGO!（実況/ParaT）
- 激突スター!アルペンレーサー2（実況/ParaT）

### 1998年
- QUEMULE次郎（MC/ヘルペス和田、フィラリア井元）
- QUEMULE三郎（MC/ラニーニャあやか）
- ニュースプレイバック清正の逆襲（MC/サブマリン弥上、浪床飛沫ほか）
- HARDROCK食堂（MC/エボラ吉本）
- ケムールTV※ウェブテレビ番組（試験作品）

### 1999年
- 奥様!実は早井です（MC/実は早井です）
- ユッケにお任せ!（MC/ユッケ弥山）
- 中国語番組・潮流通信（MC/阿橋、海飛）
- 徹底的にローカルな地域情報を堂々と全世界に発信することそんなコンセプトの番組（MC/ユッケ弥山、ラニーニャあやか）
- マタニティ・トーク（MC/フィラリア井元）
- 噂のMCアナルとユッケ!（MC/アナル島田、ユッケ弥山）
- THAT's定点観察（MC/ParaT、ラニーニャあやか）

### 2000年
- シネマギャング（MC/ParaT、ラニーニャあやか）
- ニュースプレイバック風雲！清正の謀略（MC/アナル島田ほか）
- 就職情報バラエティ・トラエもん（MC/トルネードまり、ラニーニャあやか、エルニーニョふみか）
- クイズバラエティ楽しい日本語（MC/エルニーニョふみか）
- 日刊FMC※日刊・深夜快速として継続中
- 水曜日スペシャル早井探検隊※ビデオ作品（出演/FMCスタッフ総出演）

### 2001年
- シネマギャングSuper（MC/ParaT、ボンバー陽子）
- Quemule花子（MC/カルボナーラはるひ、ピロリ高村、クラミジア坂本、カウパー聡美）
- Quemule小梅（MC/カルボナーラはるひ、パトリオット理佳、カウパー聡美）
- QBT（MC/カルボナーラはるひ、パトリオット理佳）
- 全国大人相談室（MC/ピロリ高村）

### 2002年
- 空家探訪（MC/ParaT、ボンバー陽子）
- 完全「超」ローカル系オピニオン番組096（MC/マルガリータ純子）
- クイズバラエティ楽しい日本語2（MC/セイフティ本田）
- 保健体育の女（MC/パトリオット理佳）

### 2003年
- シネギャン大爆破（MC/榎田信衛門）

### 2004年
- FMS/FMC Music Special（MC/ParaTほか）

### 2005年
- 大江で捜査網（MC/水前寺裕子）

### 2006年
- 夕刊FMC（MC/榎田信衛門、エビアン元子）※4月10日放送開始。日刊・深夜快速として継続中

### 2007年
- 概ね日刊・深夜快速（MC/榎田信衛門）※2月5日放送開始。日刊・深夜快速として継続中
- 概ね日刊・深夜快速・金曜版（MC/ピナツボめぐみ、榎田信衛門）※6月29日放送開始。日刊・深夜快速として継続中

### 2008年
- 明日の基礎知識〜日刊FMC neo（日刊FMCと夕刊FMCを統合）※1月7日放送開始。日刊・深夜快速として継続中
- くっちゃべり〜出来れば寝てたい（MC/おーい!中村、レツゴー匠平）

### 2009年
- ジョニ黒3本角8本（MC/マスタード☆鶴田）

### 2010年
- 流離い図書室〜耳にて歩き〜（MC/エアポート成田）
- 日刊・深夜快速（明日の基礎知識〜日刊FMC neoと深夜快速・金曜版を統合）※10月1日放送開始。継続中

### 2011年
- 日本救国放送（MC/榎田信衛門）
- 榎田信衛門の3分間献立トーク（MC/榎田信衛門）

### 2015年
- 閏番組/QICのようでQICでない、それは何かと尋ねたら（QIC:1000日程調整番組、隔月放送。）※4月19日放送開始。継続中

## 協力番組

### 主な制作協力番組（制作著作も含む）
- WA!アメーバだ（FM熊本、1985年）
- ヤングスペシャルIKINARI-DAGO（NHK熊本放送局、1986年）
- HiHiHi（RKBラジオ、1992年）
- うまかゼミナール（RKBラジオ、1992年）
- ウィークエンド・ストリーツ（エフエム佐賀、1992年）
- きょうの料理男の食彩（NHKテレビ、1992年）
- AtoZ'on（テレビ西日本、1993年）

### 主な企画協力番組
- きょうの料理男の食彩（NHKテレビ、1992年）
- OLギャザリング（RKBラジオ、1992年）
- アナログ向上委員会（RKBラジオ、1992年）

### その他の企画及び制作協力コンテンツ
- くまにちすぱいす（熊本日日新聞）
- リビング熊本ウェブサイト「Livikuma（リビクマ）」（熊本リビング新聞社）